# Teroristický útok na letiště v Kábulu 2023
Dne 1. ledna 2023 došlo k výbuchu nedaleko kontrolního stanoviště přibližně 200 metrů od civilní části letiště v Kábulu. Den po útoku se němu přihlásil Islámský stát. Útok zabil 20 lidí a 30 lidí bylo zraněno. K výbuchu došlo před 8. hodinou ranní u fronty, kde lidé čekali na vstup na letiště.